# Strobilanthes amabilis
Strobilanthes amabilis är en akantusväxtart som beskrevs av C. B. Cl.. Strobilanthes amabilis ingår i släktet Strobilanthes och familjen akantusväxter. Inga underarter finns listade i Catalogue of Life.